# 非洲伊斯蘭教
伊斯蘭教是非洲僅次於基督教的第二大宗教。公元7世纪初，伊斯蘭教從西亞傳入非洲，而該洲為最早傳入伊斯蘭教的大陸。全球有將近三分之一的穆斯林人口居住在非洲，穆斯林們為了到基督教王國阿克蘇姆王國避難，穿過現今的吉布提與索馬利亞，前往現今的厄立特里亞與衣索比亞。非洲的穆斯林與絕大多數的穆斯林一樣是遜尼派；有許多非洲國家的各種思想流派、傳統與聲音，都顯示了非洲伊斯蘭教的複雜性。許多非洲民族（主要為北非、西非與東非）將伊斯蘭教視為自己的傳統宗教，不過其在非洲大陸的實踐並非一成不變，而是隨著社會、經濟和政治條件的變化而不斷變化。一般來說，非洲的伊斯蘭教往往會與非洲的本土文化背景和信仰體系，結合成非洲獨特的本土正統宗教。
根據2002年的估計，穆斯林佔非洲總人口約40%，由於在以基督教為主的撒哈拉以南非洲之出生率普遍較高，所以這個比例有所下降。伊斯蘭教為北非、非洲之角、萨赫勒、斯瓦希里海岸與西非的主要宗教，南非也有著少數的移民存在。

## 歷史

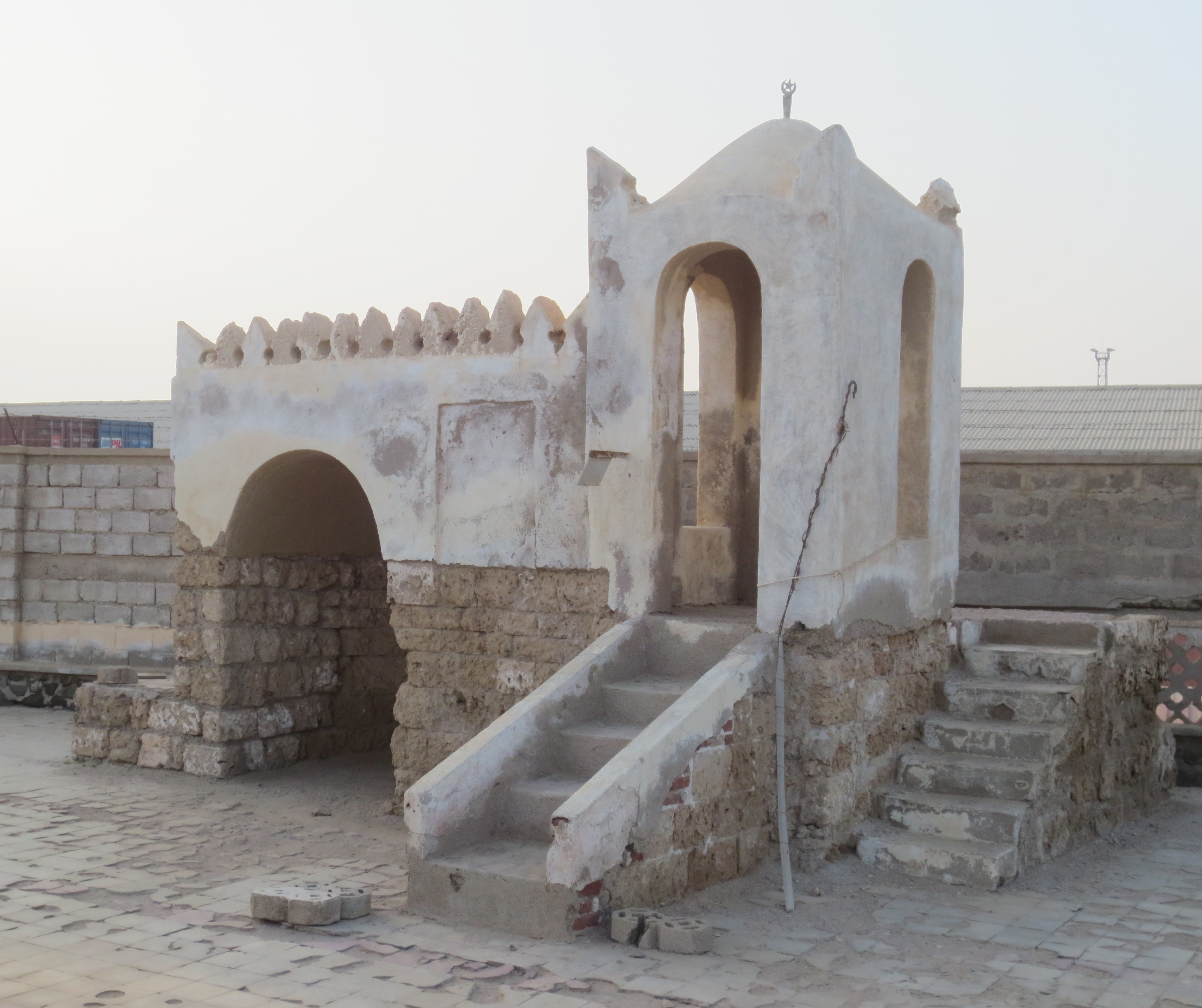
厄立特里亞馬薩瓦的同伴清真寺

伊斯蘭教在非洲的傳播最早可以追溯到公元7世紀，在伊斯蘭历8年（即公元614年5月），穆罕默德建議他的一些薩哈巴，到紅海對岸的阿克苏姆避難，這些薩哈巴正在被麥加的多神教徒迫害。在穆斯林傳統中，這被稱為「第一次遷徙」。當時有23名穆斯林遷徙到阿比西尼亞，他們在那裏受到了阿爾馬安·纳贾希的保護，後者之後還接受了伊斯蘭教。同年的晚些時候，又有101名穆斯林走上了他們的後塵。大部分穆斯林在伊斯兰历7年/公元628年返回麦地那，但也有一些穆斯林在附近的塞拉（位於今索馬利亞）定居（當時塞拉為巴巴里的一部分）。他們在到了塞拉後，於公元627年建造了雙朝向清真寺。這座清真寺有兩個基卜拉，因為他是在先知把聖城從耶路撒冷搬到麥加前所建造。據說他們還建造了非洲最古老的清真寺，即位於厄立特里亞馬薩瓦的同伴清真寺，該清真寺的基卜拉也是指向耶路撒冷，雖現已不復存在，但穆斯林偶爾仍在該清真寺中舉行祈禱活動，只不過拜的方向已經朝向麥加。

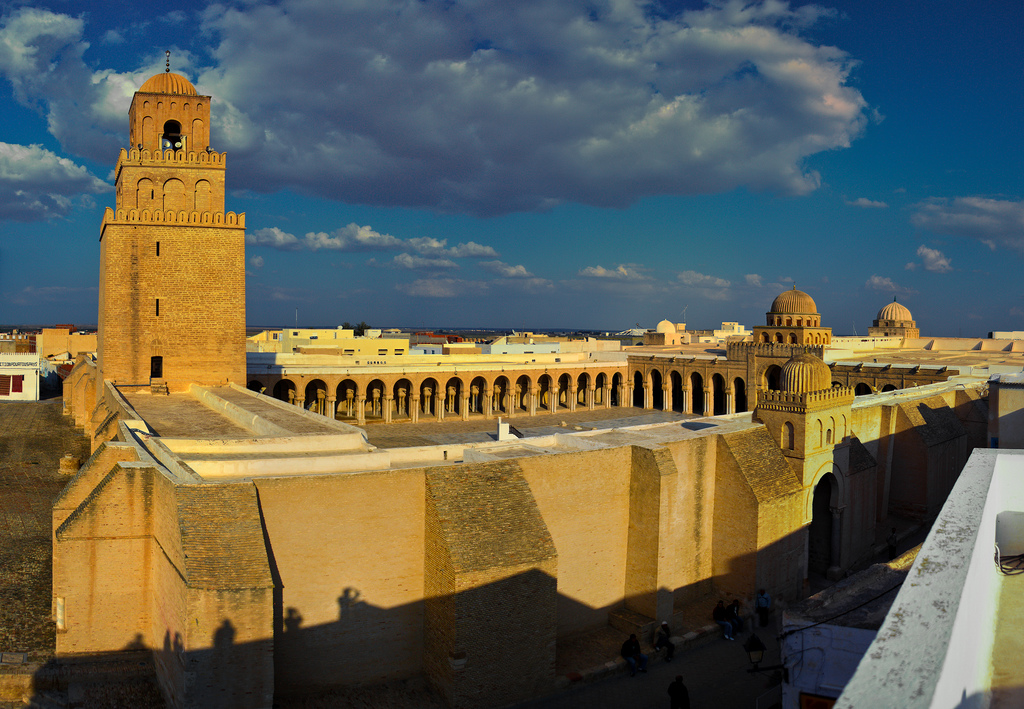
位於突尼西亞凱魯萬的凱魯萬大清真寺（又稱奧卡巴清真寺）, 由阿拉伯將軍兼征服者奥卡巴·伊本·纳菲建立於670年，是西北非最古老的清真寺

伊斯蘭曆20年（公元641年），即第二位正統哈里發欧麦尔·本·赫塔卜時期，穆斯林軍隊佔領了現在的埃及，後於次年佔領了現在的利比亞。在第三位正統哈里發奥斯曼·本·阿凡時期，穆斯林將勢力擴張到突尼西亞。後來的倭马亚王朝接續了征服北非之路，在伊斯蘭历61年（公元680年）左右佔領了阿爾及利亞的部分地區，於次年佔領了摩洛哥。伊斯蘭历92年（公元711年），穆斯林從後者穿越直布羅陀海峽進入歐洲。到了10世紀，隨著塞內加爾河畔的穆拉比特王朝興起，伊斯蘭教在當地的統治者的努力下在西非蓬勃發展。隨後伊斯蘭教透過貿易與傳教在非洲的大部分區域緩慢地傳播開來。在此期間，歐洲人將這群住在北非與西非的穆斯林稱為摩爾人。到了9世紀，穆斯林蘇丹國開始在非洲之角建立，到了12世紀，基爾瓦蘇丹國已經南擴到莫三比克。伊斯蘭教一直到19世紀中葉才藉由桑给巴尔苏丹国傳入剛果與馬拉威，爾後在19世紀末與20世紀初，英國將印度的勞動力（包括印度穆斯林）帶到他們的非洲殖民地。

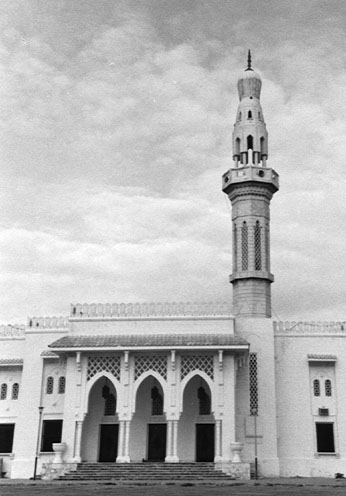
索馬利亞摩加迪休的團結清真寺是非洲之角最大的清真寺

伊斯蘭教很早就在希吉拉後不久，從阿拉伯半島傳入索馬利亞北部沿海地區。位於塞拉的雙朝向清真寺可以追溯到7世紀，是該市最古老的清真寺。9世紀末，據葉耳孤比寫道，穆斯林大多居住在索馬利亞北部沿岸，他還提到阿達爾蘇丹國的首都就在該城──這表明了該蘇丹國至少可以追溯到9-10世紀。根據I·M·路易斯表示，該政體由當地王朝統治，並該王朝還統治著在南部沿岸巴納迪爾地區的摩加迪沙蘇丹國。阿達爾蘇丹國的特徵為從其建國之初就一直與該國的鄰居阿比西尼亞進行接連不斷的戰爭。
在隨後的幾個世紀裡，穆斯林貿易網路透過血統、貿易與蘇菲兄弟會的聯繫不斷鞏固，促使穆斯林在西非達到顛峰時擁有龐大的政治影響力與權力。在歐麥爾二世時期，當時的非洲總督伊斯梅爾·伊本·阿卜杜拉以其公正的管理贏得柏柏尔人對伊斯蘭教的皈依。其他早期的著名傳教士（包括阿卜杜拉·本·亞辛）也讓大量的柏柏尔人皈依伊斯蘭教。

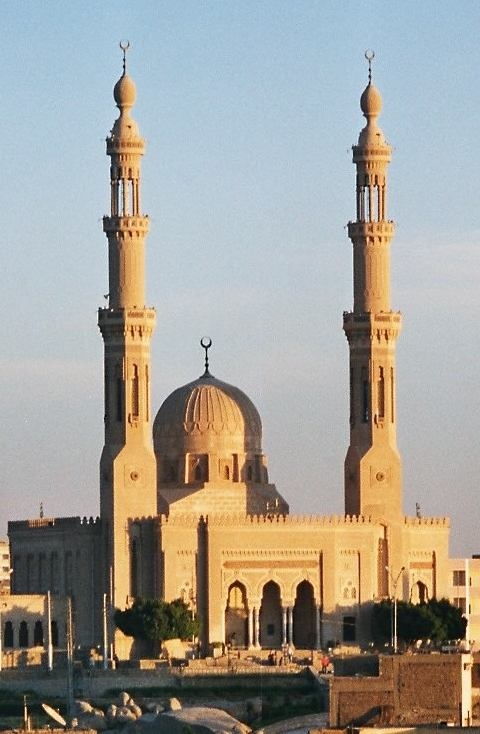
埃及亞斯文的埃爾塔比亞清真寺

伊斯蘭教在非洲的歷史以及該宗教如何傳播（尤其北非與非洲之角）之說法一直存在爭議。非洲倫敦宗教基金會負責人阿布·阿卜杜拉·阿德拉布在《面對約魯巴帝國與王國的伊斯蘭運動》一書中，寫說伊斯蘭教於早期傳入奈及利亞。他支持阿拉伯人類學家阿卜杜胡·巴达维的觀點，即早期穆斯林傳教士的傳教能如此順利，得益於蘇丹北部庫施王國的衰弱與政治上有多元文化的阿拔斯王朝在非洲的影響。根據其說法，這些人在9世紀中葉向西遷徙，進入撒哈拉以南非洲，形成幾股移民潮。阿德拉布指出，阿拔斯王朝為第二個偉大的王朝，其統治者有著哈里發之頭銜，阿拔斯王朝的昌盛與影響促進了跨文化穆斯林從尼羅河谷到尼日的和平遷徙，與阿拉伯商人從沙漠至貝努埃河的繁榮旅程。其說法似乎與傳統的歷史觀點一致，即公元647-709年间，在倭马亚王朝征服北非後，基督教在非洲的發展實際上被終結了好幾個世紀。一些人認為他們採納伊斯蘭教是出於加強貿易的願望，因為伊斯蘭教提供了規範商業活動的道德行為準則，尤其是在信貸與安全方面。

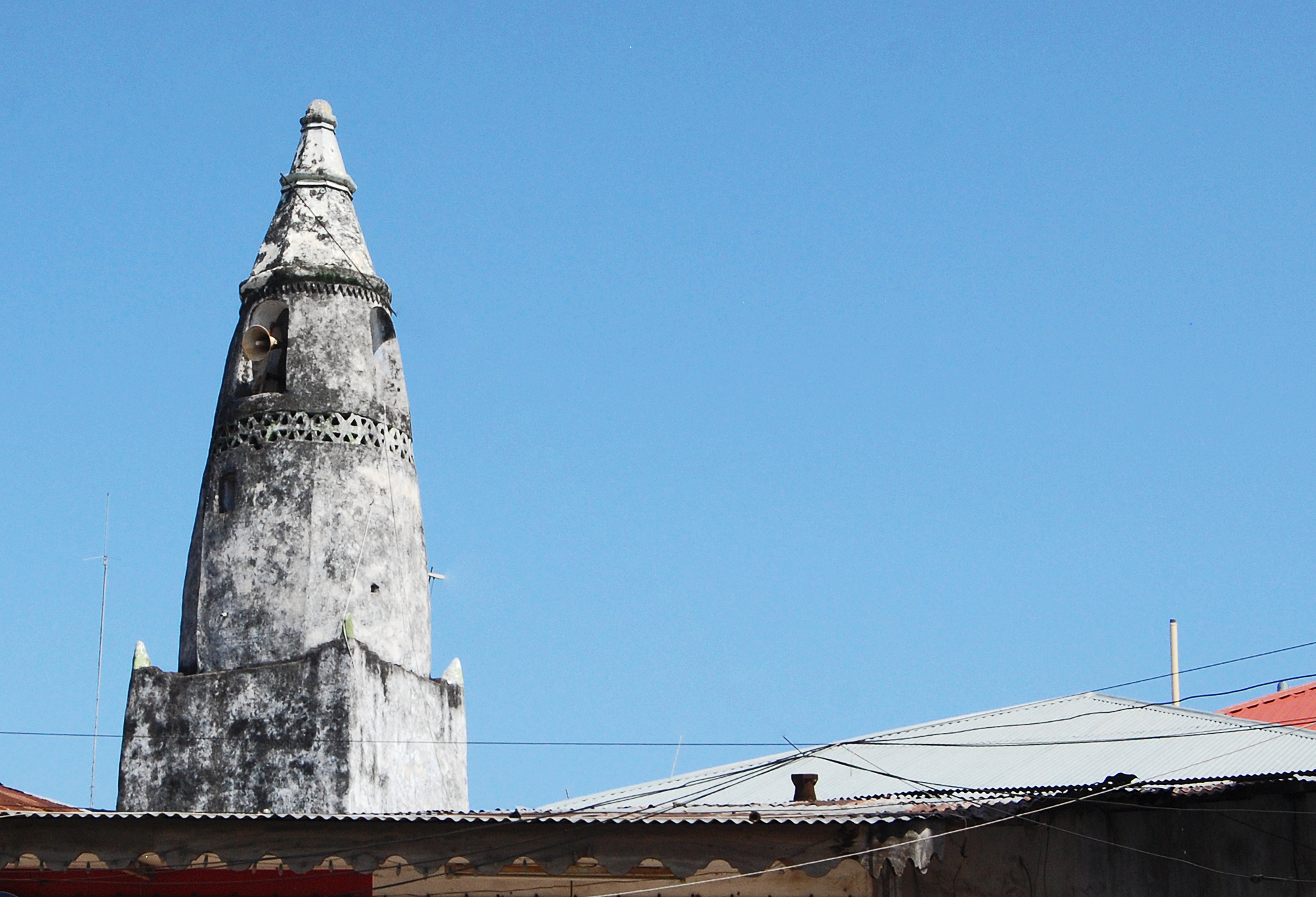
桑給巴爾石頭城的馬林迪清真寺之尖塔

同樣地，在斯瓦希里海岸，伊斯蘭教向內陸發展、傳播，取代掉原本的非洲傳統宗教。伊斯蘭教在非洲的擴張不僅在非洲形成新的社區，而且還根據伊斯蘭教的模式重組了現有的非洲社區與帝國。事實上在11世紀中葉，加奈姆帝國就皈依了伊斯蘭教，後來更靠近西非的博爾努帝國的統治者也信奉了伊斯蘭教。隨著這些國家紛紛信奉伊斯蘭教，其臣民也紛紛跟上。14世紀的探險家伊本·白图泰在讚揚非洲人對伊斯蘭教的狂熱時說，清真寺在每逢禮拜五就會人山人海，如果不早點到那裏，你會發現根本就沒有地方可以坐下。
16世紀，瓦達伊王國與卡諾王國皆皈依伊斯蘭教，後來在18世紀，由奧斯曼·丹·福迪奧領導的奈及利亞索科托哈里發國在除播伊斯蘭教方面做出了巨大努力。
如今的伊斯蘭教為北部非洲的主要宗教，主要集中在北非、非洲之角、萨赫勒與西非。

## 特點

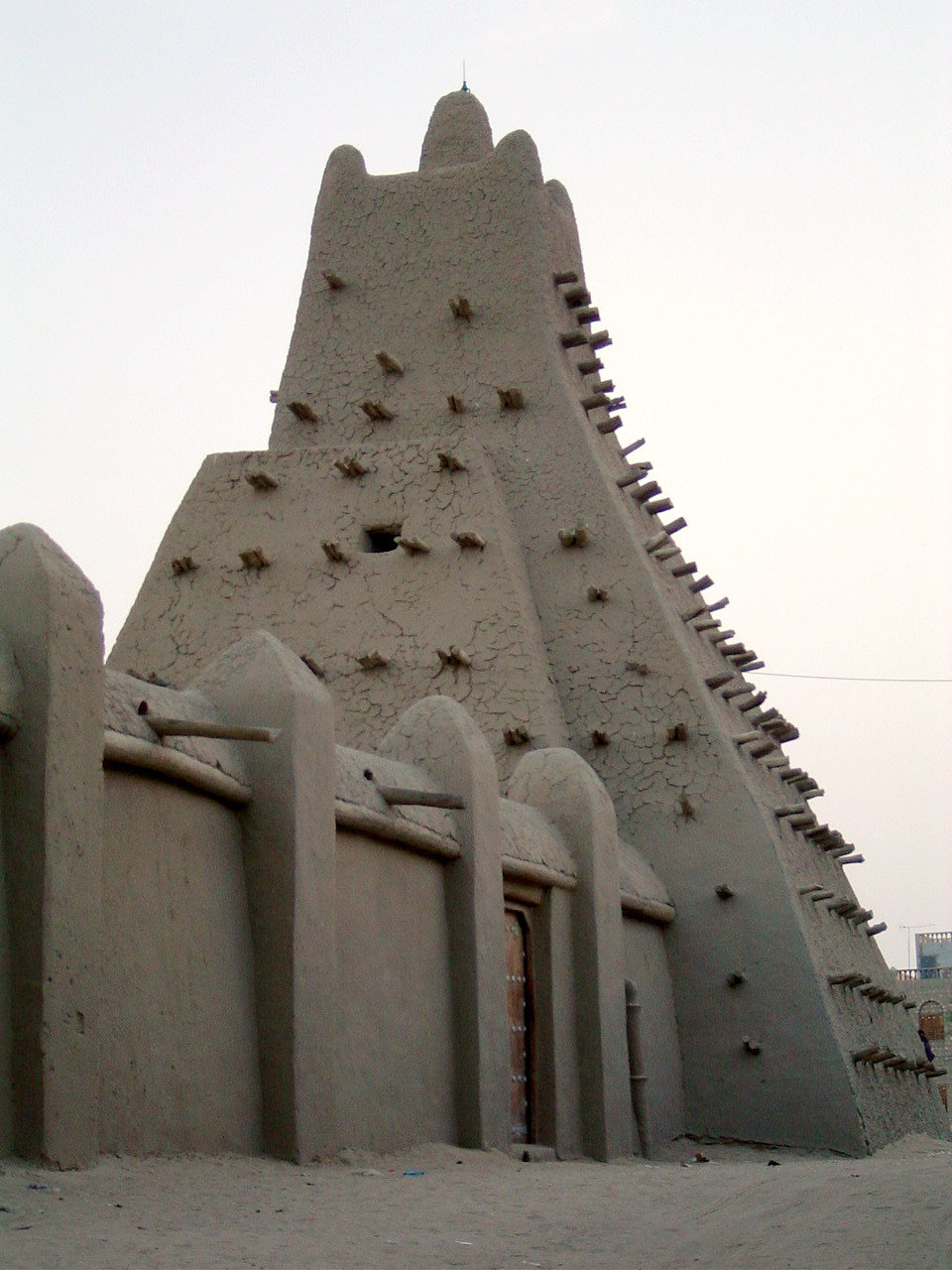
建立於10世紀的桑科雷大學，位於馬里通布图，他是世界上最早的大學之一，桑科雷清真寺、金蓋雷貝爾清真寺與西迪葉海亞清真寺三座清真寺共同組成了廷巴克圖大學。在阿拉伯語和其他與穆斯林有關的語言中，Madrasa代表著學校、大學。

自伊斯蘭教興起於阿拉伯半島以來，其在非洲已經存在了許多時間，以至於一些學者認為他是非洲的傳統宗教之一。
雖然非洲大多數穆斯林都是無教派、遜尼派與蘇非派，但非洲伊斯蘭教的複雜性主要是在各種思想流派、傳統與聲音中，這些東西在許多非洲國家中不斷爭奪主導地位。此外，非洲伊斯蘭教並非一成不變，而是不斷被普遍的社會、經濟與政治條件所改變。
非洲的伊斯蘭教往往會根據當地的文化背景與信仰體系進行調整，從而形成了非洲大陸自己獨有的正統教義。非洲的不同社會一般都以更具包容性的方式/更激進的方式（如馬格里布與撒哈拉的穆拉比特王朝）利用伊斯蘭教。
此外，非洲的伊斯蘭教既有地方層面也有全球層面：在地方層面上，專家們認為穆斯林（包含非洲穆斯林）的活動具有相當的自主性，沒有一個國際組織來管理其宗教活動；在全球層面上，非洲穆斯林也是伊斯蘭世界的一部分，他們會密切關注影響穆斯林世界的全球問題與時事。隨著全球化與訊息技術方面的發展，非洲穆斯林與更廣泛的穆斯林世界建立並保持密切關係。
分析人士認為，非洲穆斯林與亞洲、中東與世界其他地區的穆斯林一樣，似乎正陷入一場有關伊斯蘭教未來發展方向的激烈鬥爭。該鬥爭的核心乃穆斯林應如何實踐自己的信仰。學者們斷言大多數人似乎更願意保持伊斯蘭教以往的溫和、寬容的態度。然而有些規模較小但不斷壯大的的團體更希望見一種更嚴格的宗教形式，即一種能夠影響、控制社會所有方面的宗教。

## 伊斯蘭教法

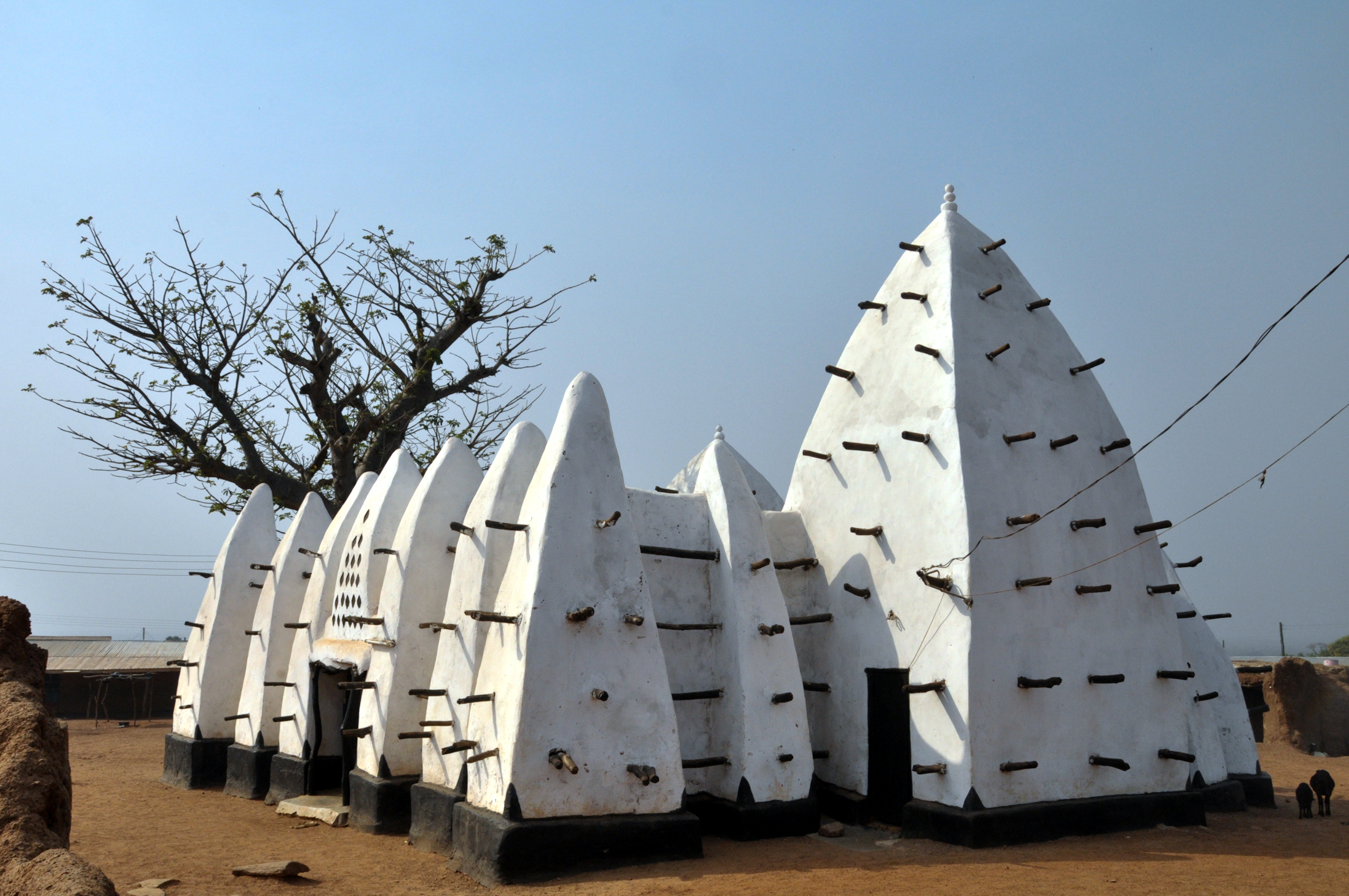
於13世紀建成，位於迦納的拉拉班加清真寺為西非現存最古老的清真寺之一

伊斯蘭教法廣泛影響著大多數伊斯蘭國家的法典，但影響的程度多寡就大相径庭了。在非洲，大多數國家將伊斯蘭教法的使用侷限在「個人地位法」的範圍中，如結婚、離婚、繼承與子女監護等問題。除了西非的奈及利亞北部以外，非洲的世俗主義似乎並未面臨任何威脅，儘管新的伊斯蘭復興正在穆斯林人口的一部分產生巨大影響。大多數情況下，穆斯林與非穆斯林之間的同居與共處仍然是比較和平的。
奈及利亞是非洲穆斯林人口最多的國家。1999年，奈及利亞北部各省通過了伊斯蘭教法刑法，但很少進行懲罰。事實上，數十名被判有通姦罪並判處石刑的婦女後來都被釋放。埃及是非洲最大的穆斯林國家之一，並宣稱伊斯蘭教法是其立法的主要來源，但實際上其刑法與民法很大程度上是以法國法律為基礎。儘管最近的研究發現，拿破崙在制定法國刑法與民法時，實際上主要依據其在埃及接觸到的馬立克法律。

## 教派

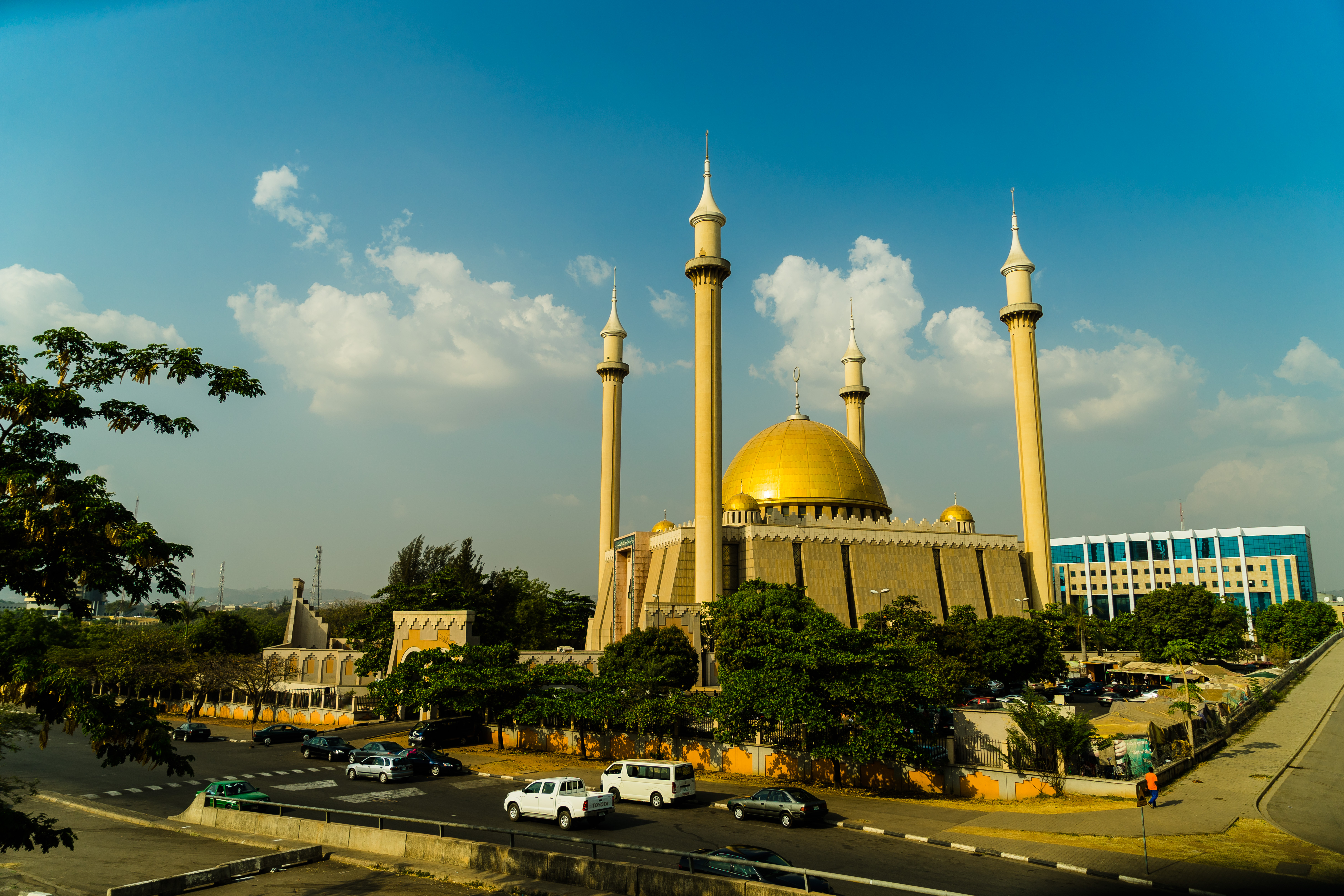
位於奈及利亞阿布贾的阿布贾国家清真寺

非洲穆斯林大多數為遜尼派，也有不少是伊巴德派。此外，伊斯蘭教中的神祕派系：蘇非派也佔有很大比重。在非洲大陸的大多數遜尼派社區中，馬立克派是佔主導地位的教法学派，而沙斐儀派則盛行於非洲之角、非洲東部、斯瓦希里海岸。此外埃及西部同樣也遵循哈乃斐派。

### 唯獨可蘭經
唯獨可蘭經是一個總括術語，為伊斯蘭教的一個分支，他贊同以《古蘭經》為導向的伊斯兰教形式，並且通常會摒弃圣训。由於唯獨可蘭經有多種形式，其實際信條上可能並非完全一致。

### 無教派穆斯林
根據皮尤研究中心的一項調查顯示，非洲有13個國家中，有至少20%的穆斯林人口信奉非教派形式的伊斯蘭教，即無教派穆斯林。這些國家與穆斯林人口所占比例包括：马里（55%）、奈及利亞（42%）、喀麥隆（40%）、突尼西亞（40%）、幾內亞比索（36%）、烏干達（33%）、摩洛哥（30%）、塞內加爾（27%）、查德（23%）、衣索比亞（20%）、賴比瑞亞（22%）、尼日（20%）和坦尚尼亞（20%）。

### 蘇非主義

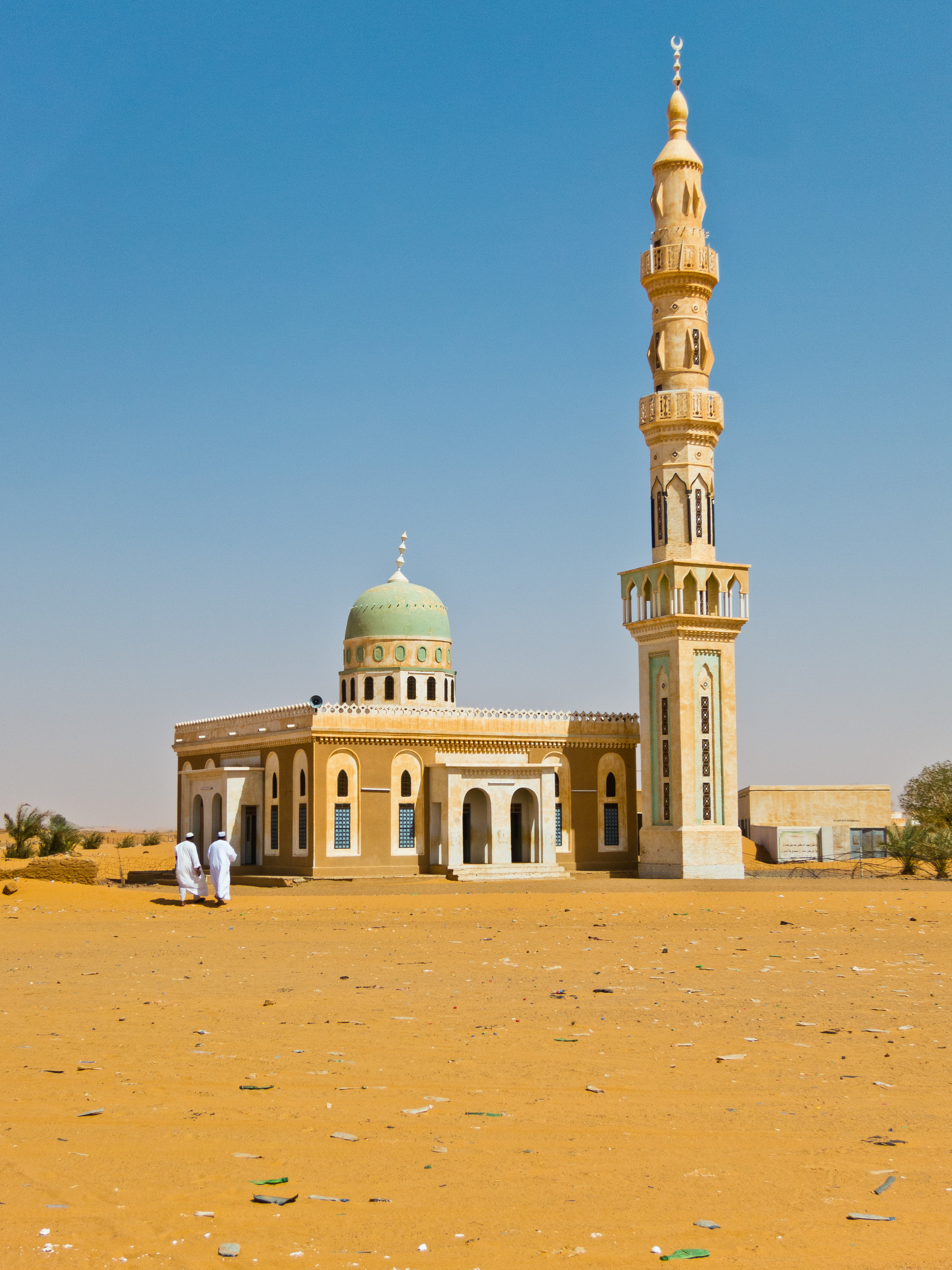
位於蘇丹尼羅河谷的喀土穆-卡里馬清真寺

蘇非派注重的是伊斯蘭教的神祕元素，其在西非與蘇丹有許多教派與追隨者，與其他教派相同的是，他們努力透過冥想與情感來認識真主。苏菲派教徒也可能是無教派穆斯林、逊尼派或什叶派，其仪式可能包括吟唱、音乐、舞蹈和冥想。
非洲的许多蘇非派都是融合派，他們將蘇非派與傳統民俗信仰結合。薩拉菲運動批評這些蘇非民俗學家，稱其將「非伊斯蘭」信仰融入自己的習俗中，如慶祝幾件大事、參觀「伊斯蘭聖人」的聖地、在祈禱時跳舞（旋轉的苦行僧）等等。
西非與蘇丹擁有各種蘇非教派，但中東伊斯蘭教教義更為嚴格的分支對此表示懷疑態度。西非的大多數教派都強調精神導向、玛拉巴特或拥有超自然力量的人的作用，这被视为非洲化的伊斯兰教。在塞內加爾與甘比亞，穆里德主義蘇非派聲稱擁有數百萬信眾，並因其對穆里德主义创始人阿馬杜·班巴的崇拜而招致批評。泰贊尼派是西非最受歡迎的蘇非派，其在茅利塔尼亞、馬里、尼日、塞內加爾與甘比亞擁有大批追隨者。

### 薩拉菲運動
最近，在許多穆斯林非政府組織，如世界穆斯林聯盟、世界穆斯林青年大會、马卜和伊斯兰学校联合会，主要由阿拉伯海灣國家的薩拉菲政府資助下，薩拉菲主義開始在非洲傳播。這些薩拉菲主義大多以沙烏地阿拉伯為基地，並宣揚一種保守改革主義，認為蘇非派是「異端邪教」，與他們對傳統伊斯蘭教的解釋背道而馳。這些非政府組職在非洲建立了以薩拉菲派為主的清真寺與伊斯蘭中心，許多的工作人员都是清教徒式的非洲穆斯林，並在中東事先培訓過。為了進一步發展之，還提供到中東伊斯蘭大學學習的學術獎學金。
另一方面，非洲學學者將薩拉菲理想的流行歸因於當地的文化因素和非洲薩拉菲著名學者、改革派、組織與知識分子的社會努力，以及他們與穆斯林世界各種伊斯蘭學者的宗教聯繫。

## 著名王國/蘇丹國
- 哈拉王國（英语：Harla Kingdom）（500年-1500年）
- 瓦達伊王國（1501年-1911年）
- 加奈姆帝國（700年-1376年）
- 伊德里斯王朝（789年-974年）
- 摩加迪沙蘇丹國（約900年-16世紀）
- 馬格拉瓦（英语：Maghrawa）（987年-1070年）
- 卡諾王國（英语：Kingdom of Kano）（1000年-1805年）
- 穆拉比特王朝（1073年–1147年）
- 基爾瓦蘇丹國（12世紀–1505年）
- 穆瓦希德王朝（1147年–1269年）
- 马里帝国（1230年代–1600年代）
- 馬林蘇丹國（1258年–1420年）
- 阿居蘭蘇丹國（13世紀-17世紀）
- 伊法特蘇丹國（1285年-1415年）
- 桑海帝國（1340年-1591年）
- 博爾努帝國（1369年-1893年）
- 阿達爾蘇丹國（1415年-1555年）
- 希拉布伊瑪目國（英语：Hiraab Imamate）（17世紀-1874年）
- 伊薩克蘇丹國（英语：Isaaq Sultanate）（17世紀-1884年）
- 瓦塔斯王朝（1420年–1554年）
- 豐吉蘇丹國（1502年-1821年）
- 薩阿德王朝（1554年–1659年）
- 丹迪王國（英语：Dendi (province)）（1591年-1901年）
- 達爾富爾蘇丹國（1603年-1874年）
- 阿拉維王朝（1666年-當前）
- 孔帝國（英语：Kong Empire）（1710年-1894年）
- 馬吉爾廷蘇丹國（18世紀中葉–20世紀早期）
- 富塔賈隆伊瑪目國（英语：Imamate of Futa Jallon）（1727年-1896年）
- 富塔托羅伊瑪目國（英语：Imamate of Futa Toro）（1776年-1861年）
- 索科托哈里發國（1804年-1903年）
- 戈馬王國（英语：Kingdom of Gomma）（19世紀早期–1886年）
- 吉馬王國（英语：Kingdom of Jimma）（1830年–1932年）
- 古馬王國（英语：Kingdom of Gumma）（1840年–1902年）
- 瓦蘇魯帝國（1878年-1898年）
- 霍比奧蘇丹國（1880年代-1920年代）
- 德爾維希蘇丹國（英语：Dervish movement (Somali)）（1896年-1920年）
- 哈勒爾酋長國（英语：Emirate of Harar）（967年-1887年）
- 馬赫祖米王朝（英语：Makhzumi dynasty）（896年-1286年）
- 尚吉巴蘇丹國（1856年-1964年）

## 按國家排列的非洲穆斯林人口列表

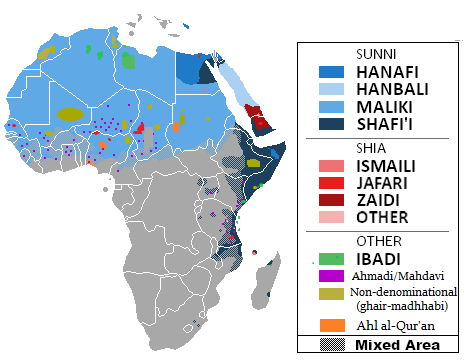
非洲遜尼派、什葉派、唯獨可蘭經、馬哈達維運動/阿赫邁底亞、伊巴德派與無教派穆斯林分支分布情況圖

根據皮尤研究中心的數據，2015年穆斯林人口最多的十個國家中有三個在非洲：奈及利亞（估计有9002萬穆斯林，占总人口的50%）、埃及（8387萬；95.1%）與阿爾及利亞（3721萬；97.9%）。
|                | 穆斯林人口 | 總人口      | 穆斯林百分比 |
| -------------- | ---------- | ----------- | ------------ |
| 阿爾及利亞     | 34,730,000 | 35,470,000  | 97.9         |
| 安哥拉         | 40,000     | 19,080,000  | <1.0         |
| 貝南           | 2,110,000  | 8,850,000   | 23.8         |
| 波札那         | <10,000    | 2,010,000   | <1.0         |
| 布吉納法索     | 10,150,000 | 16,470,000  | 61.6         |
| 蒲隆地         | 230,000    | 8,380,000   | 2.8          |
| 喀麥隆         | 3,590,000  | 19,600,000  | 18.3         |
| 維德角         | <10,000    | 500,000     | <1.0         |
| 中非共和國     | 370,000    | 4,400,000   | 8.5          |
| 查德           | 6,210,000  | 11,230,000  | 55.3         |
| 葛摩           | 720,000    | 730,000     | 98.3         |
| 剛果共和國     | 50,000     | 4,040,000   | 1.2          |
| 剛果民主共和國 | 970,000    | 65,970,000  | 1.5          |
| 吉布地         | 860,000    | 890,000     | 96.9         |
| 埃及           | 76,990,000 | 81,120,000  | 94.9         |
| 赤道幾內亞     | 30,000     | 700,000     | 4.0          |
| 厄利垂亞       | 1,920,000  | 5,250,000   | 36.6         |
| 衣索比亞       | 28,680,000 | 82,950,000  | 34.6         |
| 加彭           | 170,000    | 1,510,000   | 11.2         |
| 甘比亞         | 1,640,000  | 1,730,000   | 95.1         |
| 迦納           | 3,860,000  | 24,390,000  | 15.8         |
| 幾內亞         | 8,430,000  | 9,980,000   | 84.4         |
| 幾內亞比索     | 680,000    | 1,520,000   | 45.1         |
| 象牙海岸       | 7,390,000  | 19,740,000  | 42.5         |
| 肯亞           | 3,920,000  | 40,510,000  | 9.7          |
| 摩洛哥         | 32,460,000 | 32,460,000  | 99.0         |
| 賴索托         | <10,000    | 2,170,000   | <1.0         |
| 賴比瑞亞       | 480,000    | 3,990,000   | 12.0         |
| 利比亞         | 6,140,000  | 6,360,000   | 96.6         |
| 馬達加斯加     | 620,000    | 20,710,000  | 3.0          |
| 馬拉威         | 1,930,000  | 14,900,000  | 13.0         |
| 馬里           | 14,510,000 | 15,370,000  | 94.4         |
| 茅利塔尼亞     | 3,430,000  | 3,460,000   | 99.0         |
| 模里西斯       | 220,000    | 1,300,000   | 17.3         |
| 馬約特         | 200,000    | 200,000     | 98.6         |
| 莫三比克       | 4,200,000  | 23,390,000  | 18.0         |
| 納米比亞       | <10,000    | 2,280,000   | <1.0         |
| 尼日           | 15,270,000 | 15,510,000  | 98.4         |
| 奈及利亞       | 80,300,000 | 158,420,000 | 50.8         |
| 留尼旺         | 40,000     | 850,000     | 4.2          |
| 盧安達         | 190,000    | 10,620,000  | 1.8          |
| 聖赫勒拿       | <10,000    | <10,000     | <1.0         |
| 聖多美普林西比 | <10,000    | 170,000     | <1.0         |
| 塞內加爾       | 11,980,000 | 12,430,000  | 96.4         |
| 塞席爾         | <10,000    | 90,000      | 1.1          |
| 獅子山         | 4,580,000  | 5,870,000   | 78.0         |
| 索馬利亞       | 9,310,000  | 9,330,000   | 98.0         |
| 南非           | 860,000    | 50,130,000  | 1.7          |
| 南蘇丹         | 2,316,000  | 11,580,000  | 20           |
| 蘇丹           | 45,480,000 | 46,880,000  | 97           |
| 史瓦帝尼       | <10,000    | 1,190,000   | <1.0         |
| 坦尚尼亞       | 15,770,000 | 44,840,000  | 35.2         |
| 多哥           | 840,000    | 6,030,000   | 14.0         |
| 突尼西亞       | 10,430,000 | 10,480,000  | 99.0         |
| 烏干達         | 3,840,000  | 33,420,000  | 11.5         |
| 尚比亞         | 70,000     | 13,090,000  | <1.0         |
| 辛巴威         | 110,000    | 12,570,000  | <1.0         |

## 另見
- 非洲清真寺列表（英语：List of mosques in Africa）
- 迦納的貿易與朝聖路線（英语：Trade and pilgrimage routes of Ghana）
- 南亞伊斯蘭教

## 註腳
1. ↑  Muslim Societies in African History (New Approaches to African History), David Robinson, Chapter 1.
2. 1 2 3  . The World’s Muslims: Unity and Diversity. Pew Research Center's Religion & Public Life Project. August 9, 2012  [4 September 2013]. （原始内容存档于21 May 2020）.
3. 1 2  Robinson, David. . Cambridge University Press. 2004  [2021-02-26]. ISBN 978-0-521-53366-9. （原始内容存档于2017-02-25） （英语）.
4. ↑  Encyclopædia Britannica. Britannica Book of the Year 2003. Encyclopædia Britannica, (2003) ISBN 9780852299562 p.306 
 According to the Encyclopædia Britannica, as of mid-2002, there were 376,453,000 Christians, 329,869,000 Muslims and 98,734,000 people who practiced traditional religions in Africa. Ian S. Markham,(A World Religions Reader. Cambridge, MA: Blackwell Publishers, 1996.) 的存檔，存档日期2010-11-12. is cited by Morehouse University as giving the mid-1990s figure of 278,250,800 Muslims in Africa, but still as 40.8% of the total population. These numbers are estimates, and remain a matter of conjecture. See Amadu Jacky Kaba. The spread of Christianity and Islam in Africa: a survey and analysis of the numbers and percentages of Christians, Muslims and those who practice indigenous religions. The Western Journal of Black Studies, Vol 29, Number 2, June 2005. Discusses the estimations of various almanacs and encyclopedium, placing Britannica's estimate as the most agreed figure. Notes the figure presented at the World Christian Encyclopedia, summarized here 的存檔，存档日期2016-03-05., as being an outlier. On rates of growth, Islam and Pentecostal Christianity are highest, see: The List: The World’s Fastest-Growing Religions 的存檔，存档日期2008-05-01., Foreign Policy, May 2007.
5. ↑  Reid, Richard J. . . John Wiley and Sons. 12 January 2012: 106  [15 March 2015]. ISBN 978-0470658987. （原始内容存档于5 March 2021）.
6. ↑  . Madain Project.   [11 June 2019]. （原始内容存档于2 April 2019）.
7. ↑  Kng, Hans. . A&C Black. October 31, 2006  [February 26, 2021]. ISBN 9780826494238. （原始内容存档于March 6, 2022） –Google Books.
8. ↑  Hall, Bruce S. . Cambridge: Cambridge University Press. 2009. ISBN 978-0-511-97676-6. doi:10.1017/cbo9780511976766.
9. ↑  Nehemia Levtzion and Randall L. Pouwels (eds). The History of Islam in Africa 的存檔，存档日期2022-03-06.. page 1. Ohio University Press, 2000
10. ↑  Briggs, Phillip. . Bradt Travel Guides. 2012: 7  [2018-06-03]. ISBN 978-1841623719. （原始内容存档于2014-10-12）.
11. 1 2  . Americana Corporation. 1965: 255  [2018-06-03]. （原始内容存档于2017-01-06）.
12. 1 2  Lewis, I.M. . International African Institute. 1955: 140  [2018-06-03]. （原始内容存档于2016-08-06）.
13. ↑  .   [15 February 2015]. （原始内容存档于9 January 2009）.
14. 1 2 3 4  The preaching of Islam: a history of the propagation of the Muslim faith By Sir Thomas Walker Arnold, pg.261-
15. ↑  Abduhu Badawi: Ma'a Harak ul-Islam fi Ifriqiyah (Siding Islamic Movement in Africa) 1979 Cairo page 175
16. ↑  . www.bethel.edu. （原始内容存档于July 22, 2010）.
17. ↑  Mark Cartwright. . World History Encyclopedia.   [2021-04-23]. （原始内容存档于2021-04-24）.
18. ↑  . Dr. Kofi Asare Opoku.   [2022-03-06]. （原始内容存档于2019-06-01）.
19. 1 2 3 4 5 6 7 8 9 10  Hussein D. Hassan."Islam in Africa" Stanford Web Archive的存檔，存档日期2008-08-21 (RS22873). Congressional Research Service (May 9, 2008).  本文含有此來源中屬於公有领域的内容。
20. ↑  . The Future of the Global Muslim Population. Pew Research Center.   [22 December 2011]. （原始内容存档于9 February 2011）.
21. ↑  . The Future of the Global Muslim Population. Pew Research Center. 27 January 2011  [22 December 2011]. （原始内容存档于2013-07-25）.
22. ↑  . Pew Research Center's Religion & Public Life Project. 2011-01-27  [2022-11-15]. （原始内容存档于2023-04-15） （美国英语）.
23. ↑  African traditional religion in the modern world - Douglas E. Thomas page 125
24. ↑  ,   [2023-01-22], （原始内容存档于2023-01-22） （英语）
25. ↑  Shea, Nina. The Contest of Ideas with Radical Islam: The Centrality of the Idea of Religious Freedom and Tolerance. HUDSON INST WASHINGTON DC, 2006.
26. ↑  Jafarli, D. "The rise of the quranist movement in Egypt (19th to 20th ctnturies): a historical approach." Гілея: науковий вісник 126 (2017): 181-185.
27. ↑  John Pike. . Globalsecurity.org. 2012-08-17  [2013-11-23]. （原始内容存档于2018-06-12）.
28. ↑  Murzik Kobo, Ousman. . . Koninklijke Brill NV, Leiden, The Netherlands: Brill. 2012: 4–6. ISBN 978-90-04-21525-2.
29. ↑  Diamant, Jeff. . Pew Research Center. 1 April 2019  [21 November 2020]. （原始内容存档于18 January 2021）.
30. ↑  . Pew Research Center. 2 April 2015  [21 November 2020]. （原始内容存档于15 June 2020）.